# Indeks (svjedodžba)
Indeks predavanja i vježbi studentska je isprava, javni dokument, u kojoj profesori potvrđuju uredno pohađanje upisanih kolegija, a dekanat pregledava semestre i upisuje uspjeh postignut na ispitima. Ima ulogu učeničke svjedodžbe.
Osim ocjena, seminara i vježbi, u studentsku se knjižicu upisuju osobni podaci, naziv fakulteta, studijske skupine, nastavni predmeti te upisuju drugi podatci važni za studij i status studenta.